# Centro Galáctico
Coordenadas:  17h 45m 40.04s, −29° 00′ 28.1″

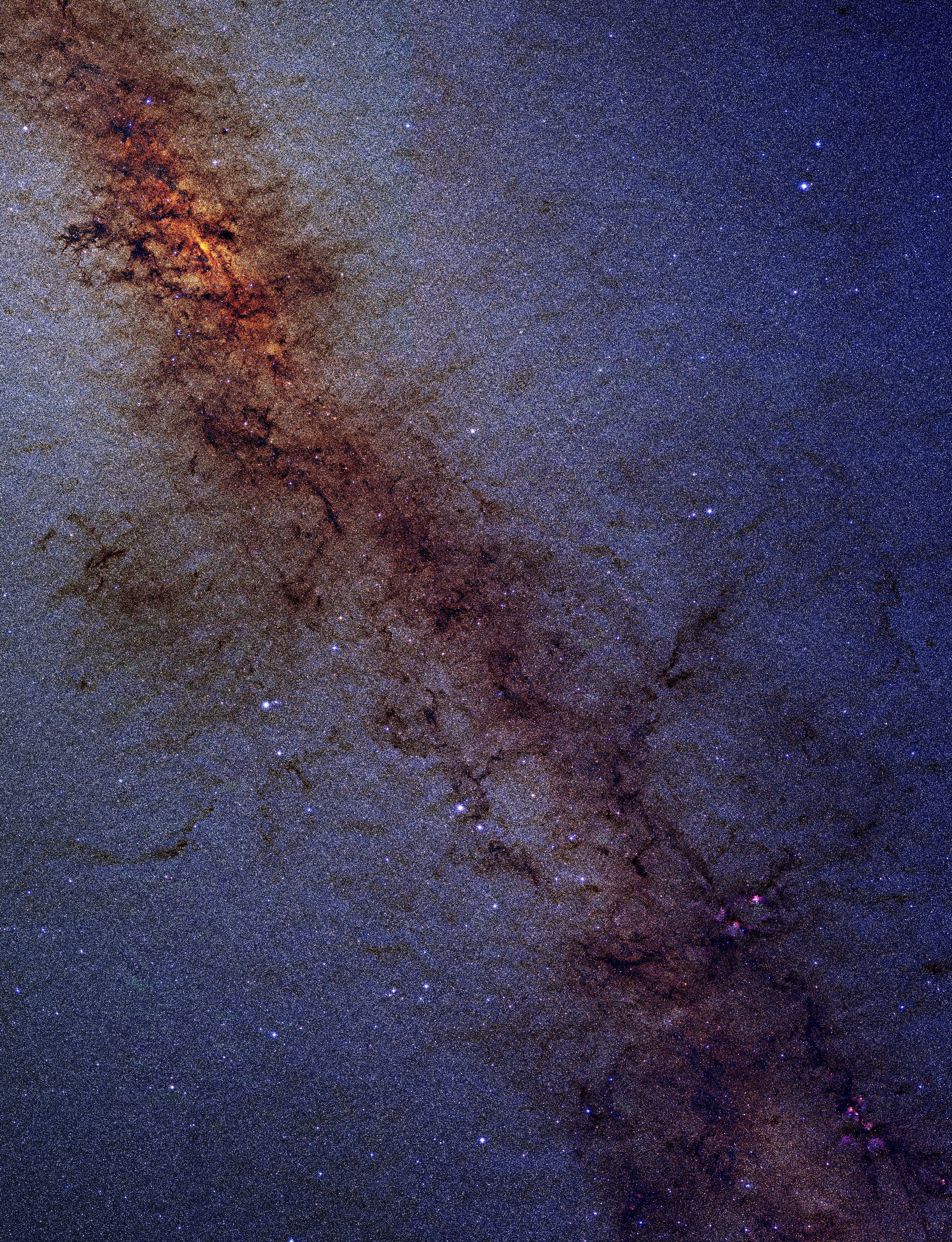
O Centro Galáctico, visto por um dos telescópios infravermelhos 2MASS, está localizado na parte superior esquerda da imagem

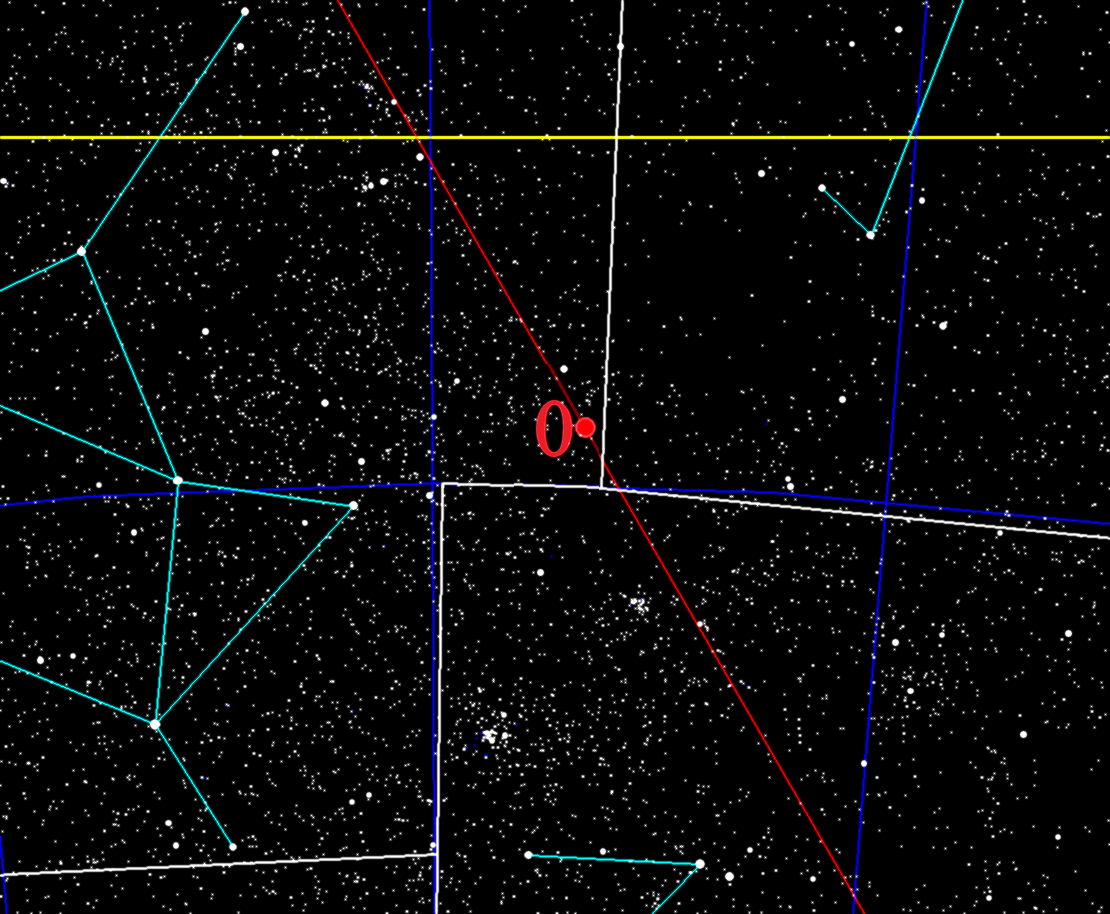
Localização marcada do Centro Galáctico

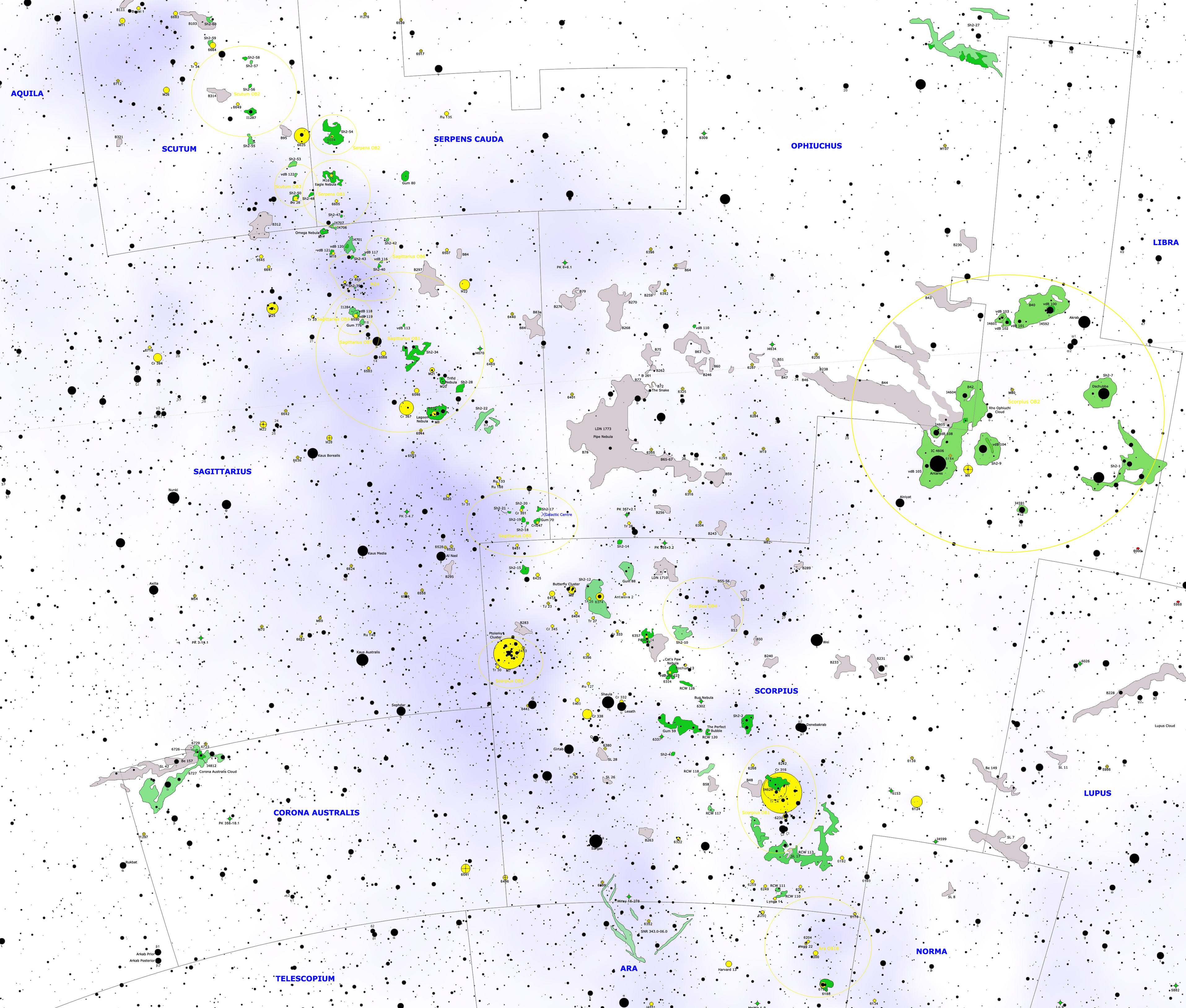
Uma arte do céu noturno em direção ao Centro Galáctico

O Centro Galáctico é o centro rotacional, o baricentro, da Via Láctea. Seu objeto massivo central é um buraco negro supermassivo de cerca de 4 milhões de massas solares, que alimenta Sagittarius A*, uma fonte de rádio compacta que está quase exatamente no centro de rotação galáctico. O Centro Galáctico está a aproximadamente 8 kiloparsecs (26 000 anos luz) de distância da Terra na direção das constelações de Sagittarius, Ophiuchus e Scorpius, onde a Via Láctea aparece mais brilhante, visualmente perto do Aglomerado da Borboleta (M6) ou da estrela Shaula , ao sul da Nebulosa do Cachimbo.
Existem cerca de 10 milhões de estrelas dentro de um parsec do Centro Galáctico, dominado por gigantes vermelhas, com uma população significativa de supergigantes massivas e estrelas Wolf-Rayet da formação estelar na região há cerca de 1 milhão de anos. As estrelas do núcleo são uma pequena parte dentro do bojo galáctico muito mais amplo.

## Descoberta
Por causa da poeira interestelar ao longo da linha de visão, o Centro Galáctico não pode ser estudado em comprimentos de onda de raios-X, visíveis, ultravioletas ou suaves (de baixa energia). A informação disponível sobre o Centro Galáctico vem de observações em comprimentos de onda de raios gama, raios-X pesados (de alta energia), infravermelhos, submilimétricos e de rádio.
Immanuel Kant afirmou em Allgemeine Naturgeschichte und Theorie des Himmels (História Natural Geral e Teoria dos Céus) (1755) que uma grande estrela estava no centro da Via Láctea, e que Sirius poderia ser a estrela. Harlow Shapley afirmou em 1918 que o halo de aglomerados globulares ao redor da Via Láctea parecia estar centrado nos enxames de estrelas na constelação de Sagittarius, mas as nuvens moleculares escuras na área bloqueavam a visão da astronomia óptica. No início da década de 1940, Walter Baade, do Observatório Monte Wilson, aproveitou as condições de apagão de guerra nas proximidades de Los Angeles para realizar uma busca pelo centro com o Telescópio Hooker de 100 polegadas (250 cm). Ele descobriu que perto da estrela Alnasl (Gamma Sagittarii) há um vazio de um grau de largura nas faixas de poeira interestelar, o que fornece uma visão relativamente clara dos enxames de estrelas ao redor do núcleo da Via Láctea. Essa lacuna é conhecida como Janela de Baade desde então.
Em Dover Heights, em Sydney, Austrália, uma equipe de radioastrônomos da Divisão de Radiofísica do CSIRO, liderada por Joseph L. Pawsey, usou 'interferometria marítima' para descobrir algumas das primeiras fontes de rádio interestelar e intergaláctica, incluindo Taurus A, Virgo A e Centaurus A. Em 1954, eles construíram uma antena parabólica fixa de 80 pés (24 m) e a usaram para fazer um estudo detalhado de um extenso e extremamente poderoso cinturão de emissão de rádio que foi detectado em Sagittarius. Eles nomearam uma fonte pontual intensa perto do centro desse cinturão de Sagittarius A e perceberam que ela estava localizada bem no centro da Galáxia, apesar de estar cerca de 32 graus a sudoeste do Centro Galáctico conjecturado da época.
Em 1958, a União Astronômica Internacional (IAU) decidiu adotar a posição de Sagittarius A como o verdadeiro ponto de coordenada zero para o sistema de latitude e longitude galáctica. No sistema de coordenadas equatoriais a localização é: RA 17h 45m 40.04s, Dec -29° 00′ 28.1″ (Época J2000).

## Distância do Centro Galáctico
A distância exata entre o Sistema Solar e o Centro Galáctico não é certa, embora as estimativas desde 2000 tenham permanecido na faixa de 24 a 28,4 quiloanos-luz (7,4 a 8,7 quiloparsecs). As estimativas mais recentes de métodos baseados em geometria e velas padrão fornecem as seguintes distâncias para o Centro Galáctico:
- 7.4±0.2(stat) ± 0.2(syst) or 7.4±0.3 kpc (≈24±1 kly)[14]
- 7.62±0.32 kpc (≈24.8±1 kly)[15]
- 7.7±0.7 kpc (≈25.1±2.3 kly)[16]
- 7.94 or 8.0±0.5 kpc (≈26±1.6 kly)[17][18][19]
- 7.98±0.15(stat) ± 0.20(syst) or 8.0±0.25 kpc (≈26±0.8 kly)[20]
- 8.33±0.35 kpc (≈27±1.1 kly)[5]
- 8.0±0.3 kpc (≈25.96±0.98 kly)[21]
- 8.7±0.5 kpc (≈28.4±1.6 kly)[22]
- 8.122±0.031 kpc (≈26.49±0.1 kly)[23]
- 8.178±0.013(stat) ± 0.022(syst) kpc (≈26.67±0.1 kly)[6]

Uma determinação precisa da distância ao Centro Galáctico, conforme estabelecido a partir de estrelas variáveis (por exemplo, variáveis RR Lyrae) ou velas padrão (por exemplo, estrelas red clump) é dificultada por vários efeitos, que incluem: uma lei de avermelhamento ambígua; um viés para valores menores da distância ao Centro Galáctico por causa de uma amostragem preferencial de estrelas em direção ao lado mais próximo do bojo galáctico devido à extinção interestelar; e uma incerteza em caracterizar como uma distância média a um grupo de estrelas variáveis encontradas na direção do bojo galáctico se relaciona com a distância ao Centro Galáctico.
A natureza da barra da Via Láctea, que se estende pelo Centro Galáctico, também é ativamente debatida, com estimativas para sua metade do comprimento e orientação entre 1-5 kpc (barra curta ou longa) e 10-50°. Certos autores defendem que a Via Láctea apresenta duas barras distintas, uma aninhada na outra. A barra é delineada por estrelas red clump (ver também gigante vermelha); no entanto, as variáveis RR Lyrae não traçam uma barra galáctica proeminente. A barra pode ser cercada por um anel chamado anel de 5-kpc que contém uma grande fração do hidrogênio molecular presente na Via Láctea e a maior parte da atividade de formação estelar da Via Láctea. Visto da Galáxia de Andrômeda, seria a característica mais brilhante da Via Láctea.

## Buraco negro supermassivo

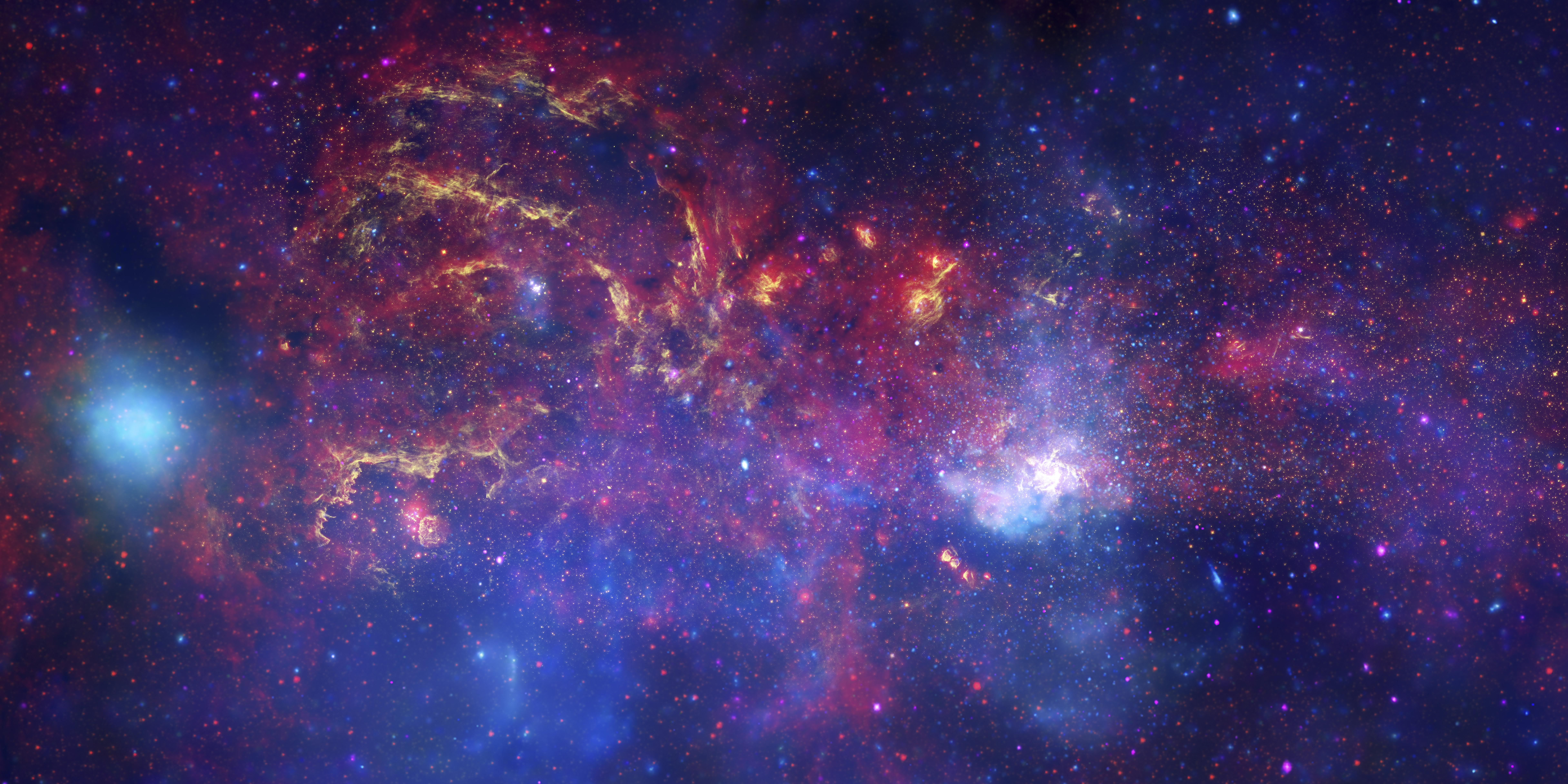
Há um buraco negro supermassivo na área branca brilhante à direita do centro da imagem. Esta fotografia composta cobre cerca de meio grau

A complexa fonte de rádio astronômica Sagittarius A parece estar localizada quase exatamente no Centro Galáctico e contém uma intensa fonte de rádio compacta, Sagittarius A*, que coincide com um buraco negro supermassivo no centro da Via Láctea. A acreção de gás no buraco negro, provavelmente envolvendo um disco de acreção ao seu redor, liberaria energia para alimentar a fonte de rádio, ela mesma muito maior que o buraco negro. Este último é muito pequeno para ver com os instrumentos atuais.

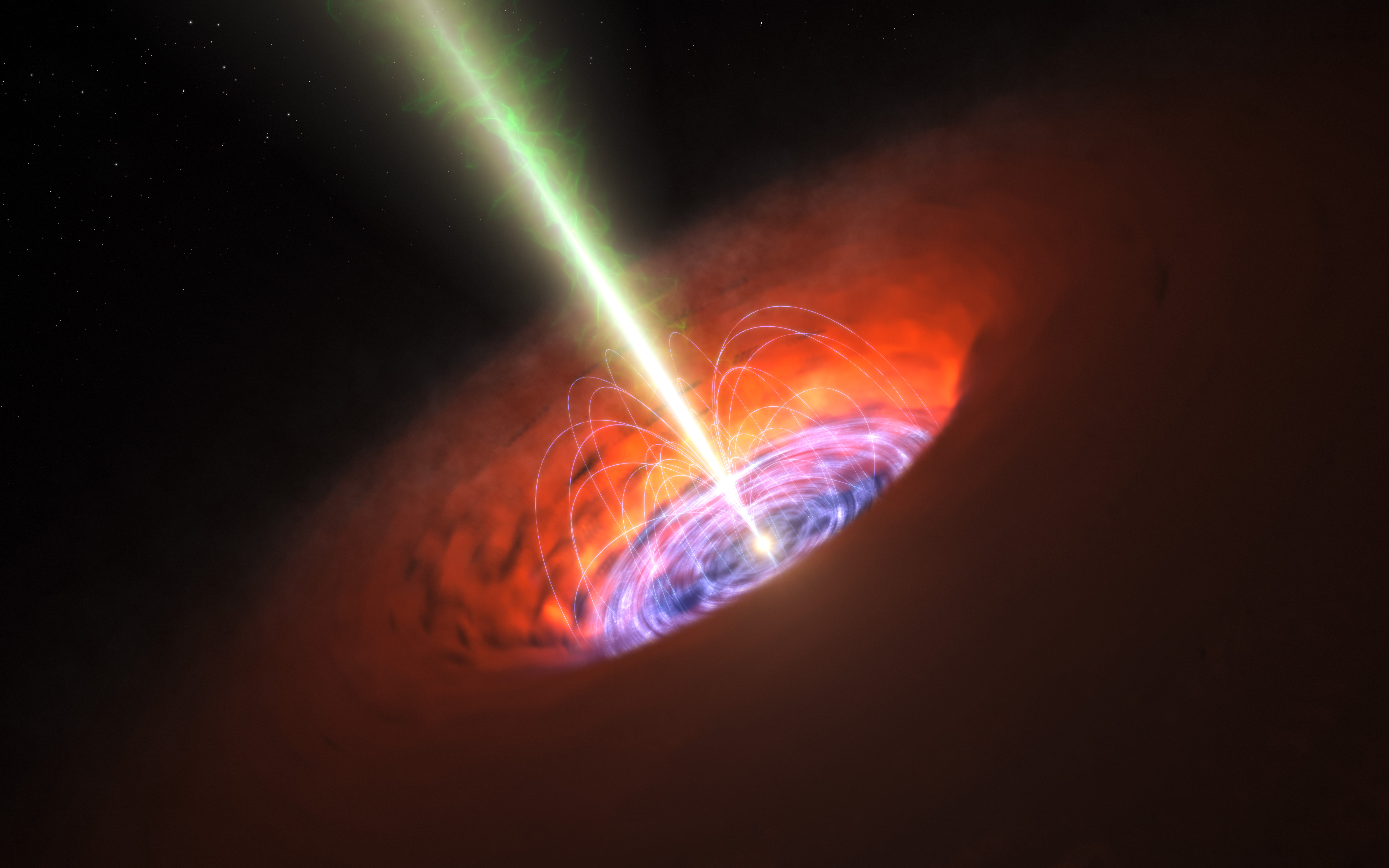
Impressão artística de um buraco negro supermassivo no centro de uma galáxia

Um estudo em 2008 que ligou radiotelescópios no Havaí, Arizona e Califórnia (Interferometria de Longa Linha de Base) mediu o diâmetro de Sagittarius A* em 44 milhões de quilômetros (0,3 UA). Para comparação, o raio da órbita da Terra ao redor do Sol é de cerca de 150 milhões de quilômetros (1 UA), enquanto a distância de Mercúrio ao Sol na maior aproximação (periélio) é de 46 milhões de quilômetros (0.3 UA). Assim, o diâmetro da fonte de rádio é ligeiramente menor que a distância de Mercúrio ao Sol.
Cientistas do Instituto Max Planck de Física Extraterrestre na Alemanha, usando telescópios chilenos, confirmaram a existência de um buraco negro supermassivo no Centro Galáctico, da ordem de 4,3 milhões de massas solares. Estudos posteriores estimaram uma massa de 3,7 milhões ou 4,1 milhões de massas solares.
Em 5 de janeiro de 2015, a NASA relatou ter observado uma explosão de raios-X 400 vezes mais brilhante do que o normal, um recorde, de Sagittarius A*. O evento incomum pode ter sido causado pela quebra de um asteroide caindo no buraco negro ou pelo emaranhamento de linhas do campo magnético dentro do gás que flui para Sagittarius A*, de acordo com os astrônomos.

## População estelar

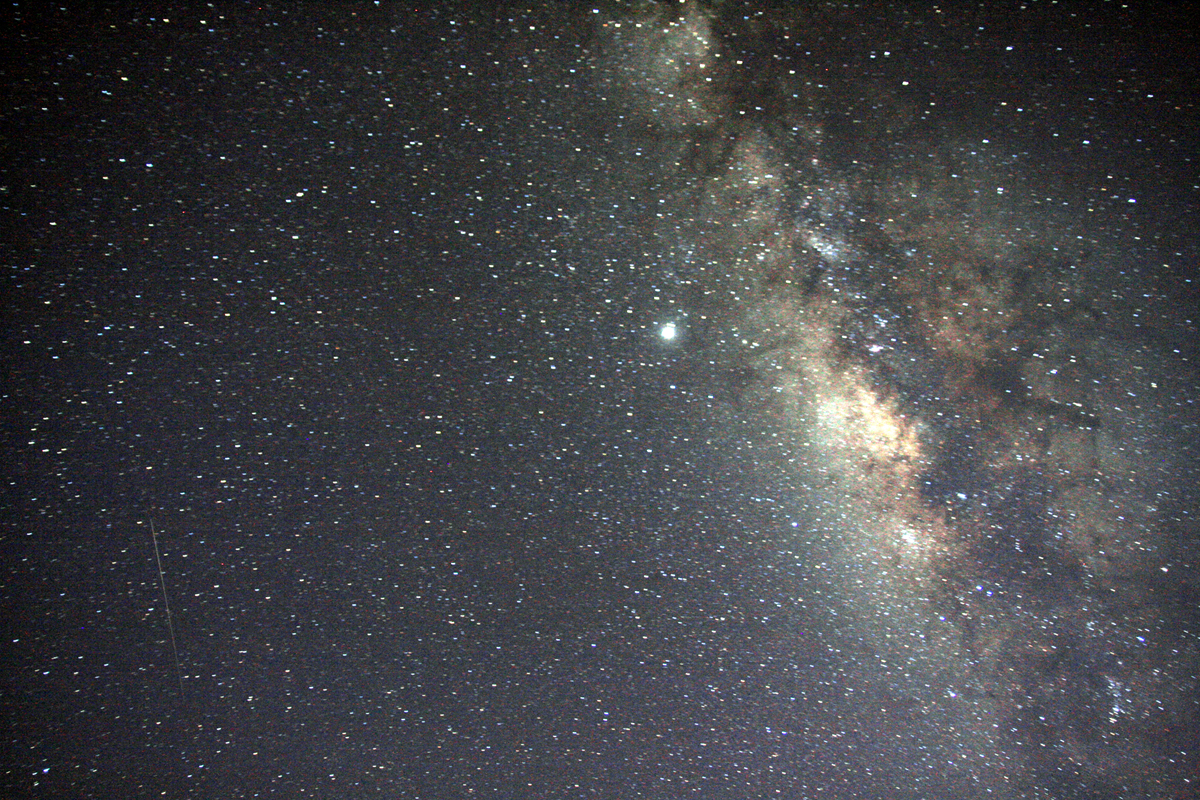
Centro Galáctico da Via Láctea e um meteoro

O parsec cúbico central em torno de Sagittarius A* contém cerca de 10 milhões de estrelas. Embora a maioria delas sejam antigas estrelas gigantes vermelhas, o Centro Galáctico também é rico em estrelas massivas. Mais de 100 estrelas OB e Wolf-Rayet foram identificadas até agora. Eles parecem ter sido formados em um único evento de formação estelar há alguns milhões de anos. A existência dessas estrelas relativamente jovens foi uma surpresa para os especialistas, que esperavam que as forças de maré do buraco negro central impedissem sua formação. Este paradoxo da juventude é ainda mais forte para estrelas que estão em órbitas muito estreitas em torno de Sagittarius A*, como S2 e S0-102. Os cenários invocados para explicar essa formação envolvem a formação de estrelas em um aglomerado estelar massivo deslocado do Centro Galáctico que teria migrado para sua localização atual uma vez formado, ou a formação de estrelas dentro de um disco de acreção de gás massivo e compacto ao redor do buraco negro central. A evidência atual favorece a última teoria, pois a formação através de um grande disco de acreção é mais provável de levar à borda discreta observada do jovem aglomerado estelar em aproximadamente 0,5 parsec. A maioria dessas 100 estrelas jovens e massivas parecem estar concentradas em um ou dois discos, em vez de distribuídas aleatoriamente no parsec central. Esta observação, no entanto, não permite tirar conclusões definitivas neste momento.
A formação de estrelas não parece estar ocorrendo atualmente no Centro Galáctico, embora o Disco Circumnuclear de gás molecular que orbita o Centro Galáctico a dois parsecs pareça um local bastante favorável para a formação de estrelas. O trabalho apresentado em 2002 por Antony Stark e Chris Martin mapeando a densidade do gás em uma região de 400 anos-luz ao redor do Centro Galáctico revelou um anel acumulado com uma massa vários milhões de vezes a do Sol e perto da densidade crítica para a formação de estrelas. Eles preveem que em aproximadamente 200 milhões de anos haverá um episódio de explosão estelar no Centro Galáctico, com muitas estrelas se formando rapidamente e passando por supernovas cem vezes a taxa atual. Essa explosão estelar também pode ser acompanhada pela formação de jatos relativísticos galácticos à medida que a matéria cai no buraco negro central. Pensa-se que a Via Láctea sofre uma explosão estelar deste tipo a cada 500 milhões de anos.

Além do paradoxo da juventude, há também um "enigma da velhice" associado à distribuição das estrelas velhas no Centro Galáctico. Modelos teóricos previram que as estrelas velhas, que superam em muito o número de estrelas jovens, deveriam ter uma densidade crescente perto do buraco negro, a chamada cúspide Bahcall-Wolf. Em vez disso, descobriu-se em 2009 que a densidade das estrelas velhas atinge o pico a uma distância de aproximadamente 0,5 parsec de Sagittarius A*, depois cai para dentro: em vez de um aglomerado denso, há um "buraco", ou núcleo, ao redor do buraco negro. Várias sugestões foram apresentadas para explicar essa observação intrigante, mas nenhuma é completamente satisfatória. Por exemplo, embora o buraco negro comesse estrelas próximas a ele, criando uma região de baixa densidade, essa região seria muito menor que um parsec. Como as estrelas observadas são uma fração do número total, é teoricamente possível que a distribuição estelar geral seja diferente da observada, embora nenhum modelo plausível desse tipo tenha sido proposto ainda.

## Bolhas de Fermi emitindo raios gama e X
Em novembro de 2010, foi anunciado que duas grandes estruturas de lobo elíptico de plasma energético, denominadas "bolhas", que emitem raios gama e raios-X, foram detectadas no núcleo da Via Láctea. Essas chamadas "bolhas de Fermi" se estendem até cerca de 25 000 anos-luz acima e abaixo do Centro Galáctico. O nevoeiro difuso de raios gama da galáxia dificultou as observações anteriores, mas a equipe de descoberta liderada por D. Finkbeiner, com base na pesquisa de G. Dobler, trabalhou em torno desse problema. O Prêmio Bruno Rossi de 2014 foi para Tracy Slatyer, Douglas Finkbeiner e Meng Su "pela descoberta, em raios gama, da grande estrutura galáctica inesperada chamada bolhas de Fermi".
A origem das bolhas está sendo pesquisada. As bolhas estão conectadas e aparentemente acopladas, via transporte de energia, ao núcleo galáctico por estruturas colunares de plasma energético apelidadas de "chaminés". Eles foram vistos em luz visível e medições ópticas foram feitas pela primeira vez em 2020.

## Galeria
Em maio de 2021, a NASA publicou novas imagens do Centro Galáctico, com base em pesquisas do Observatório de raios-X Chandra e outros telescópios. As imagens têm cerca de 2,2 graus (1 000 anos-luz) de diâmetro e 4,2 graus (2 000 anos-luz) de comprimento.

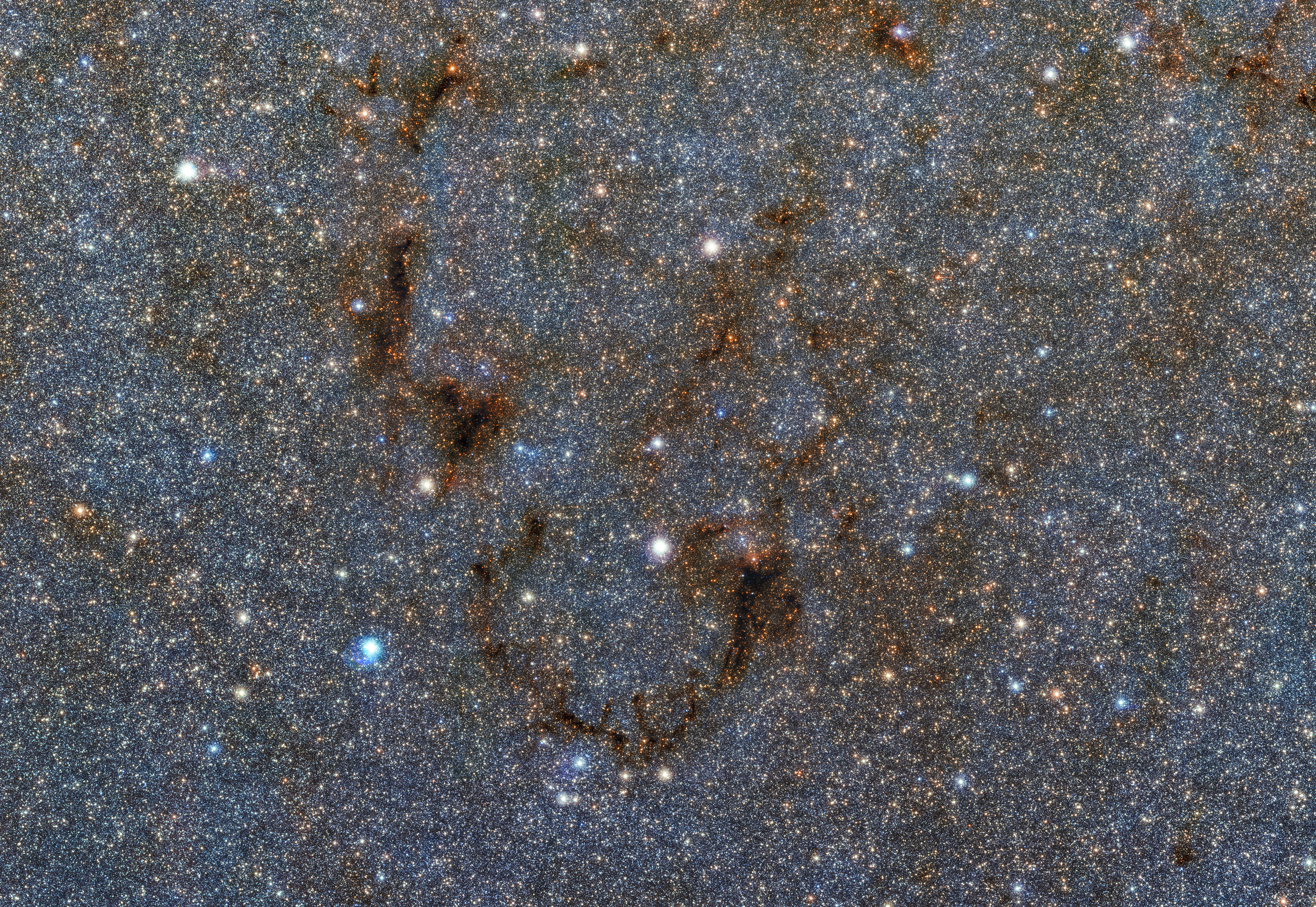
Uma pequena porção de um mosaico colorido de gigapixels do coração da Via Láctea
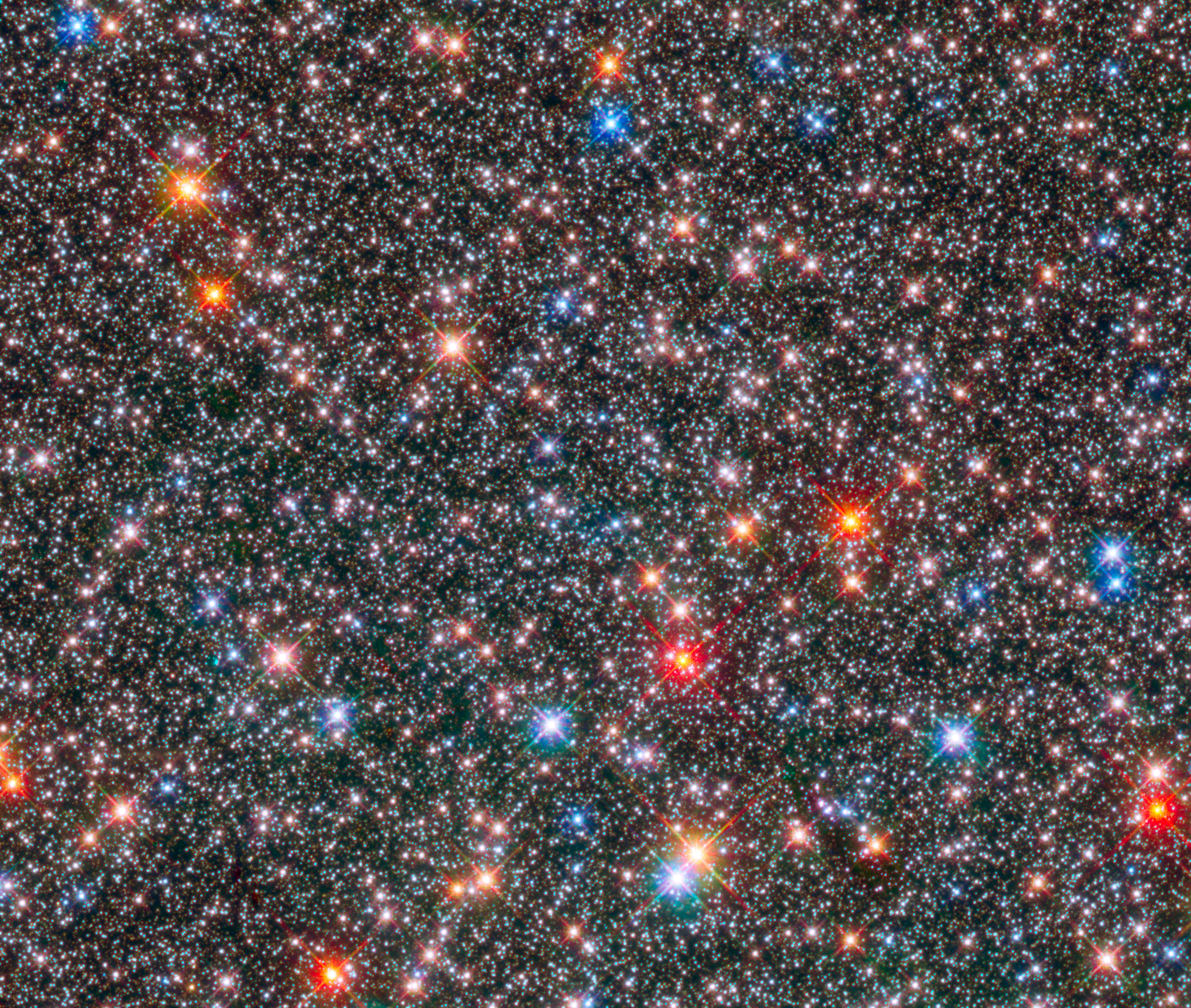
Gigantes vermelhas coexistem com estrelas brancas semelhantes ao Sol
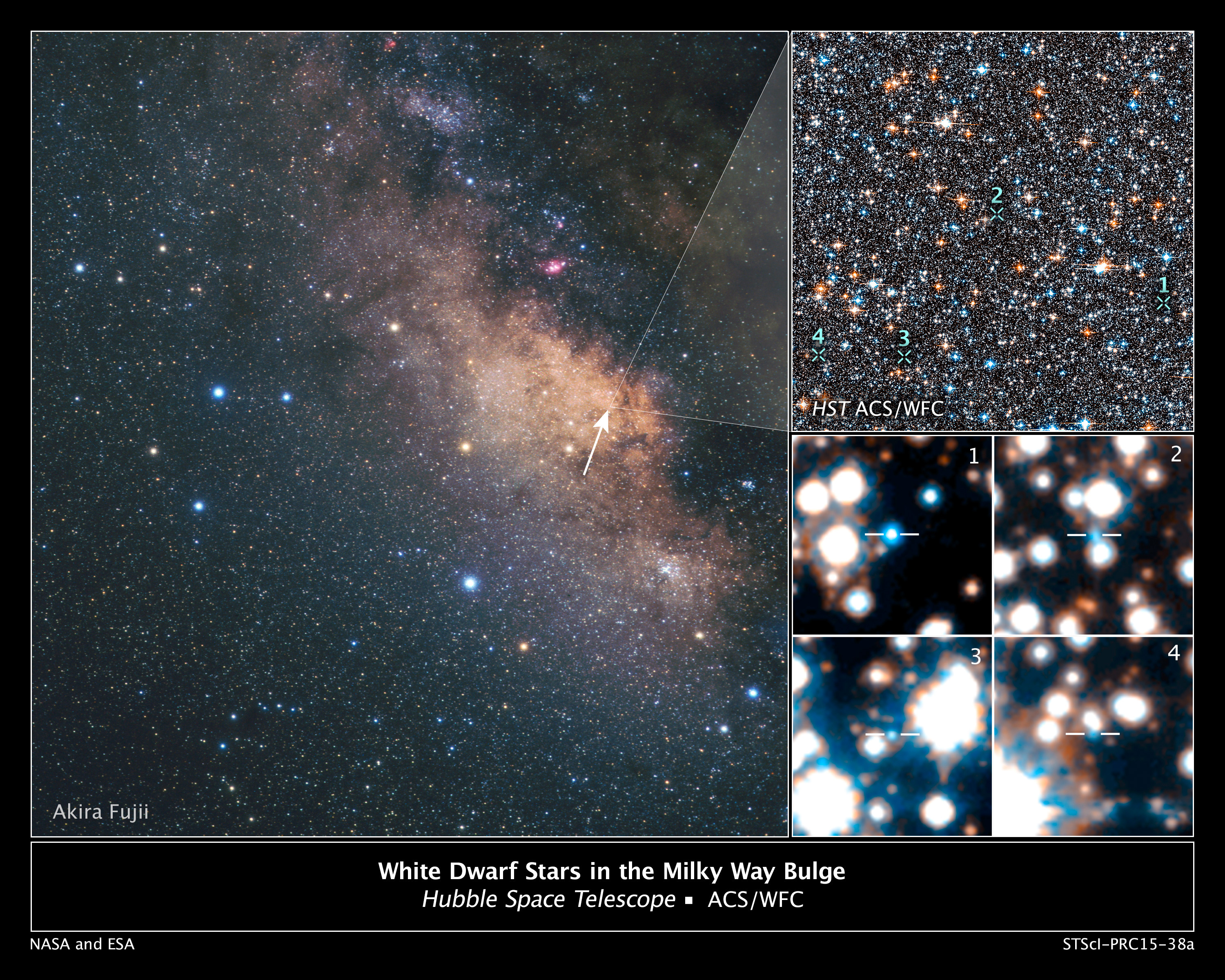
Anãs brancas no Hub Central da Via Láctea
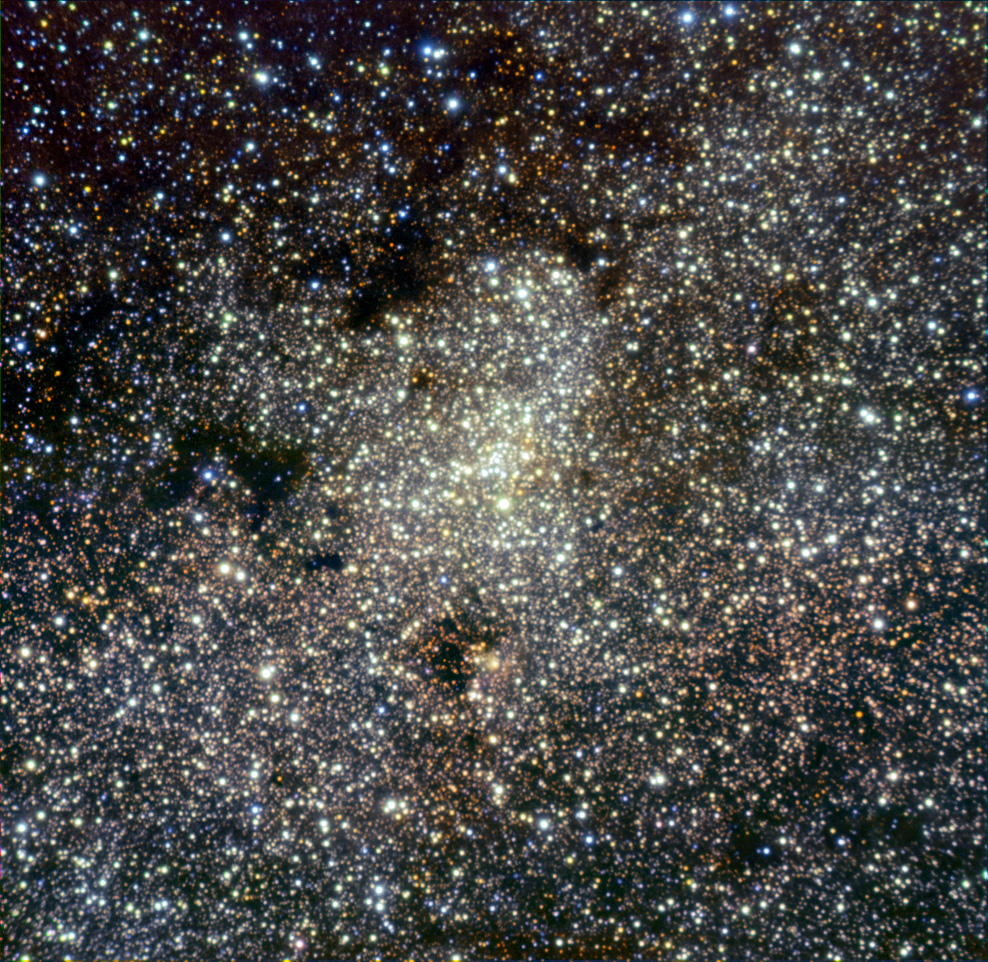
O centro da Via Láctea, imagem obtida pelo ISAAC, espectrômetro e câmera de infravermelho próximo e médio do VLT
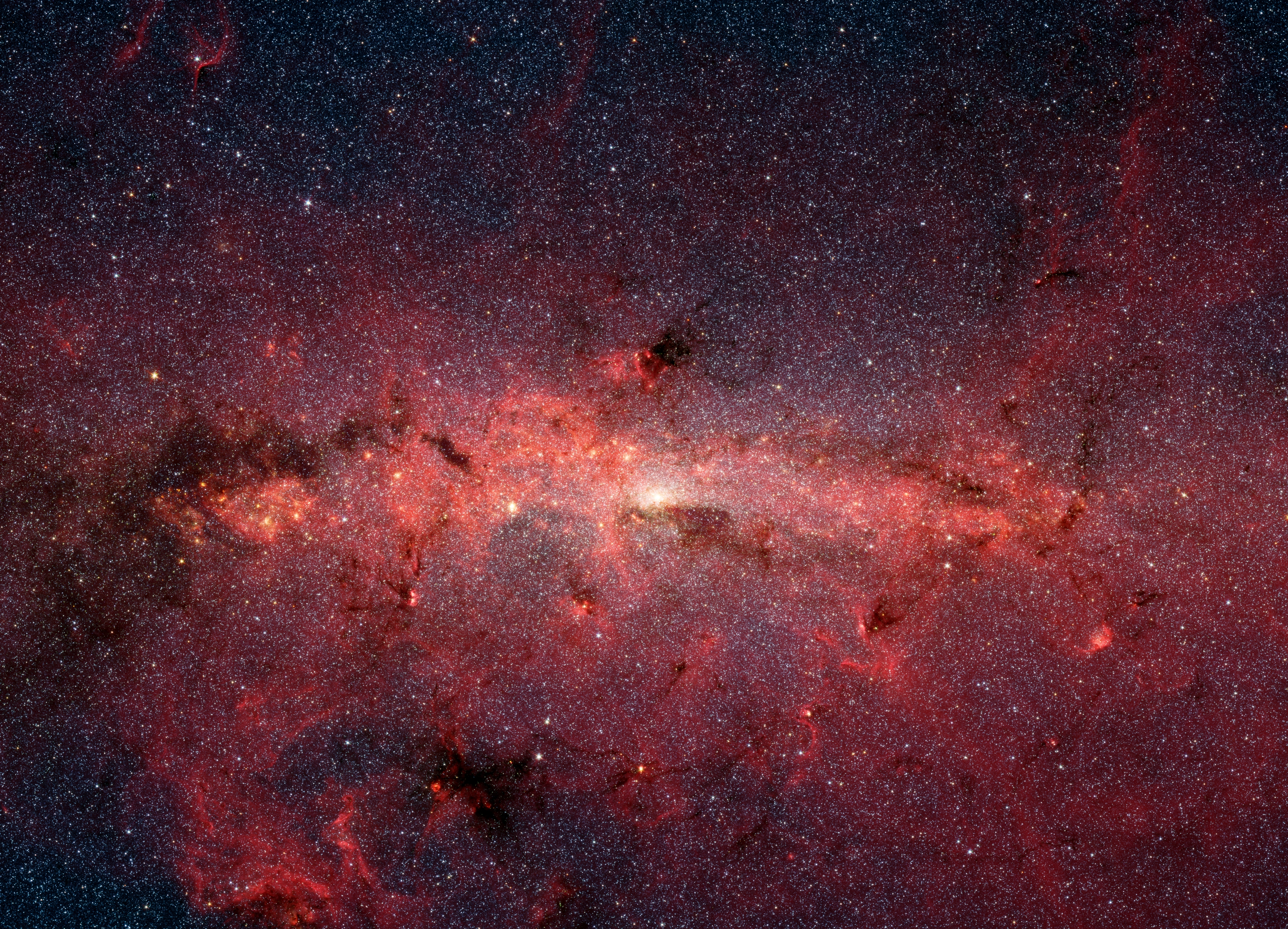
Imagem infravermelha do Telescópio Espacial Spitzer
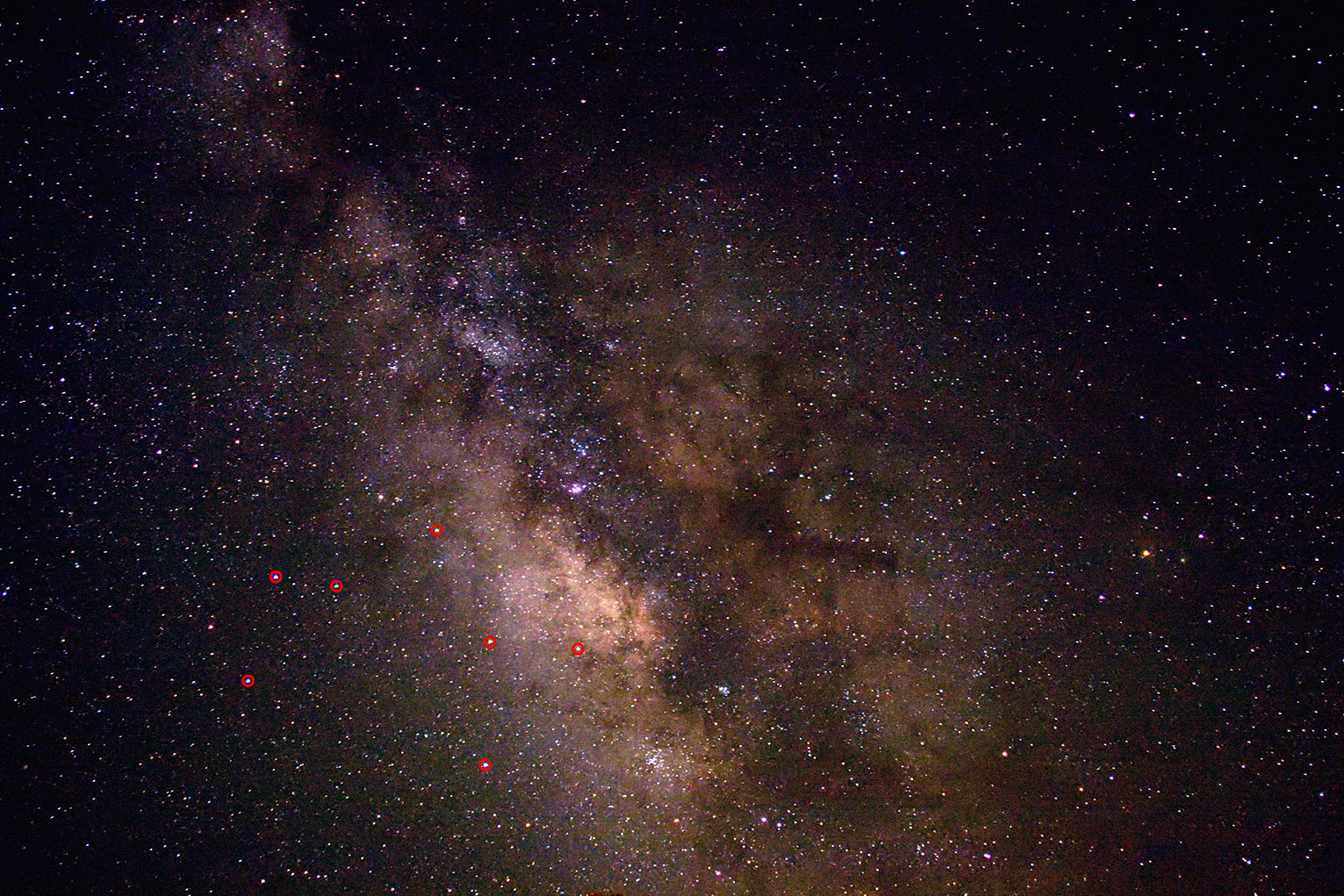
Uma visão do céu noturno perto de Sagittarius, aprimorada para mostrar melhor contraste e detalhes nas faixas de poeira. As principais estrelas em Sagittarius são indicadas em vermelho
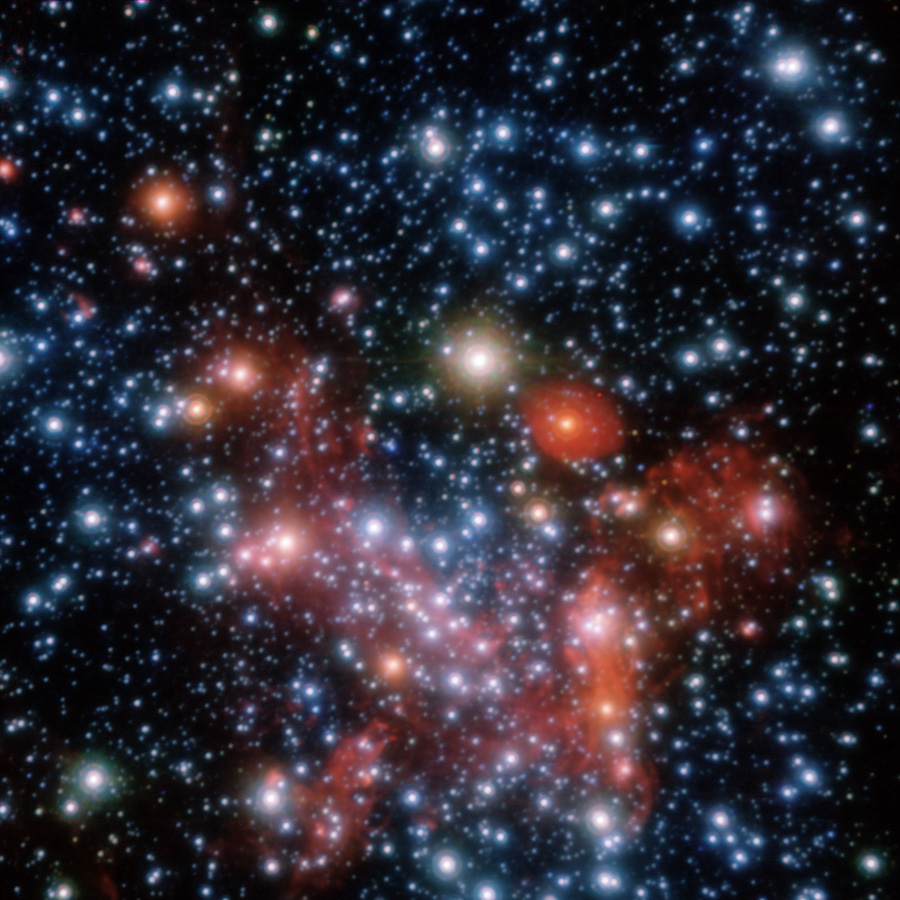
As partes centrais da Via Láctea, observadas no infravermelho próximo com o instrumento NACO no VLT do ESO
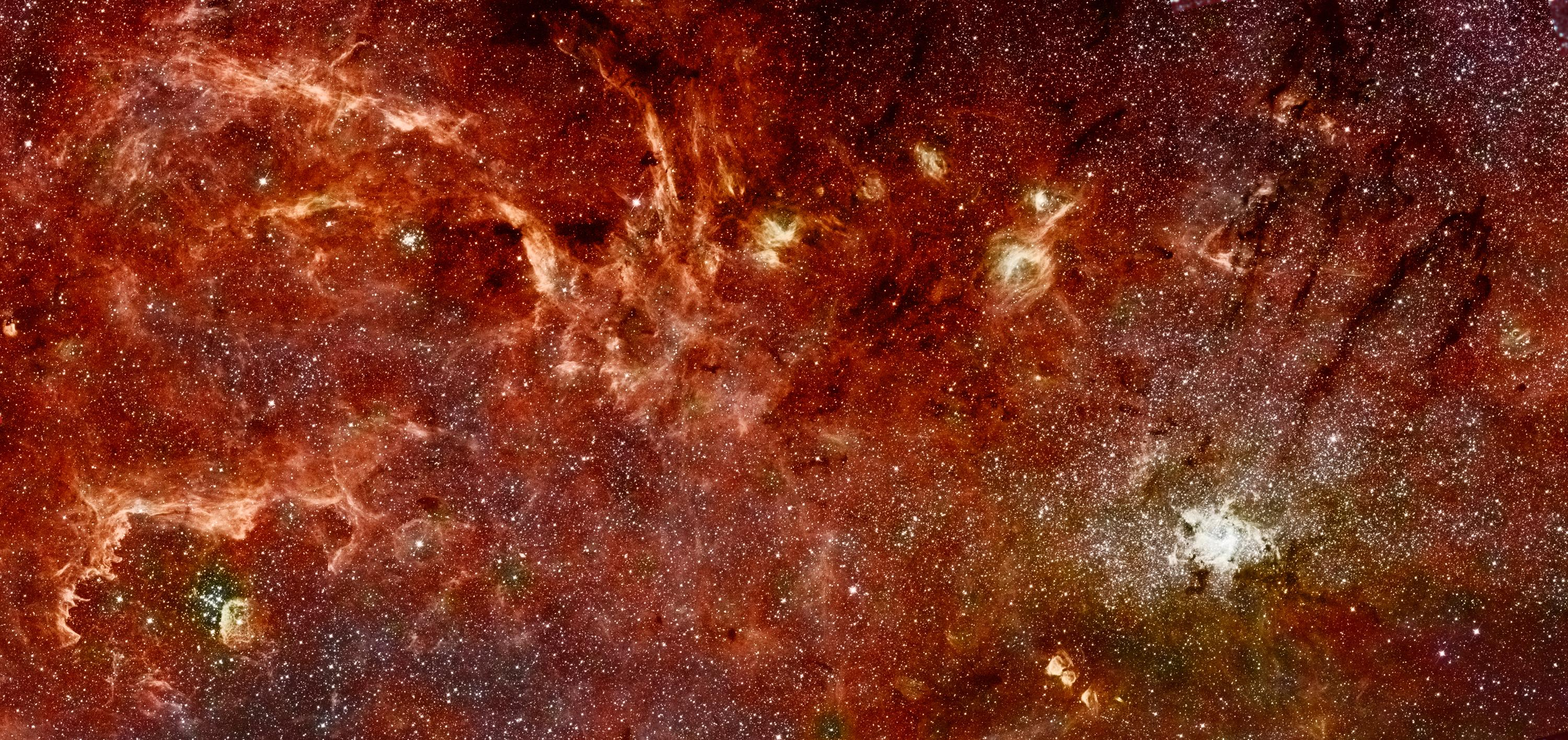
Imagem infravermelha do centro da Via Láctea revelando uma nova população de estrelas massivas
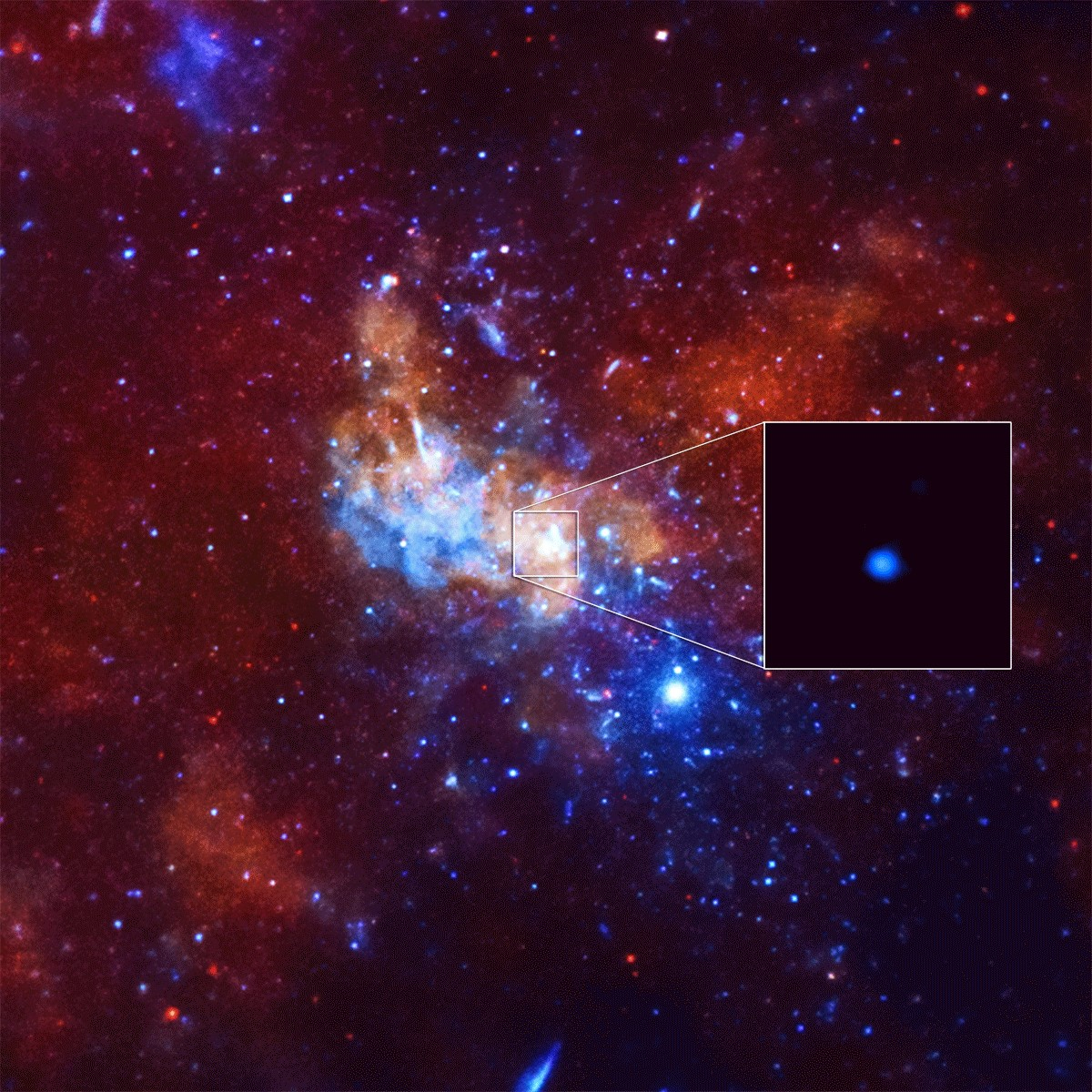
Detecção de uma explosão de raios-X extraordinariamente brilhante de Sagittarius A*, um buraco negro supermassivo no centro da Via Láctea
O centro da Via Láctea, fotografado por 64 radiotelescópios da matriz sul-africana MeerKAT